# Axel Lindwall
Axel Abraham Lindwall, född 31 januari 1841 i Böda församling på Öland, död 21 juni 1925 i Borgholms församling, var en svensk jägmästare.
Axel Lindwall var son till kontraktsprosten Abraham Lindwall och friherrinnan Anna Margaretha Gustafva Falkenberg af Trystorp. Han utexaminerades från Skogsinstitutet i Stockholm 1861 och blev överjägare i Kalmar län 1864 och i Västerbottens län 1868, biträdande jägmästare i Skellefteå och Arjeplogs revir 1870 samt blev revirförvaltare och jägmästare i Tärendö revir 1872, i Luleå revir 1892 och i Bodens revir 1900. Han avgick med pension 1907.
Lindwall var politiskt verksam och landstingsman för Korpilombolo, Tärendö och Jukkasjärvi kommuner. Därutöver var han engagerad i naturskydd och tillhörde Svenska Naturskyddsföreningens första ledamöter. Han var från 1879 gift med Maria Katarina Stenborg, vilken var dotter till Per Lorens Stenborg och Elisabeth Læstadius samt dotterdotter till Lars Levi Læstadius.